# Liste des lieux patrimoniaux du comté de Norfolk
Pour les articles homonymes, voir Norfolk.
Cet article recense les lieux patrimoniaux du comté de Norfolk inscrits au répertoire des lieux patrimoniaux du Canada, qu'ils soient de niveau provincial, fédéral ou municipal.

## Liste
| [ 1 ] | Lieu patrimonial              | Illustration                  | Adresse            | Coordonnées      | No    | Constr. | Prot.       | Rec. | Notes |
| ----- | ----------------------------- | ----------------------------- | ------------------ | ---------------- | ----- | ------- | ----------- | ---- | ----- |
| F     | Fort Norfolk                  | Fort Norfolk                  |                    | 42.6989 -80.3252 | 16785 | 1815    | LHN         | 1925 |       |
| F     | Lynnwood/Maison-Campbell-Reid | Lynnwood/Maison-Campbell-Reid | 21 Lynnwood Avenue | 42.8379 -80.3034 | 12402 | 1851    | LHN         | 1972 |       |
| F     | Moulin à farine Backhouse     | Moulin à farine Backhouse     | RR #3              | 42.6167 -80.4667 | 7554  | 1798    | LHN         | 1998 |       |
| F     | Phare                         | Téléverser                    | Lakeshore Road     | 42.7823 -80.1956 | 4739  |         | ÉFP reconnu | 1990 |       |
| F     | Phare                         | Phare                         | Pointe Long        | 42.5486 -80.0492 | 11199 | 1916    | ÉFP reconnu | 1987 |       |
| F     | Site de la Falaise            | Site de la Falaise            |                    | 42.7856 -80.1961 | 13398 |         | LHN         | 1919 |       |
| P     | Van Norman-Guiler House       | Téléverser                    | 2318, Front Road   | 42.7108 -80.3125 | 15347 |         | LHN         | 1989 |       |